# Simon Tibbling
Simon Hjalmar Friedel Tibbling, född 7 september 1994 i  Stockholm, är en svensk fotbollsspelare (mittfältare) som spelar för Sarpsborg 08 FF i Norge.
Han växte upp i Grödinge i Botkyrka kommun och spelade början av sin ungdomskarriär i den lokala klubben Grödinge SK. I Grödinge SK:s klubbhus hänger signerade tröjor från samtliga klubbar som Tibbling spelat i. Efter Grödinge SK hamnade Tibbling i Brommapojkarna innan han till slut skrev på för Djurgården.

## Klubbkarriär

### Tidig karriär
Tibbling började spela fotboll i Grödinge SK som sexåring. Då han var nio år hörde Brommapojkarna av sig till honom och efter att tränat med klubben i ett halvår tog han steget över.

### Djurgårdens IF
Han debuterade för Djurgårdens IF i Allsvenskan den 29 april 2012 i en 1–1-match mot Kalmar FF, vid åldern 17 år, 7 månader och 22 dagar. Han debuterade som startspelare på allsvensk nivå för Djurgården i hemmamötet med IFK Göteborg den 3 juli 2012, då knappt 17 år och 10 månader gammal.
Den 11 september 2012 förlängde Tibbling sitt kontrakt med Djurgårdens IF och skrev under ett avtal på 4,5 år med klubben. Den 22 oktober 2012 gjorde Tibbling sitt första allsvenska mål i karriären mot Gais på hemmaplan, vilket betydde 3-0 till Djurgården. Matchen slutade 3-0.

### FC Groningen
Den 28 november 2014 presenterades Tibbling som ny spelare i FC Groningen, med start från 1 januari 2015. Han debuterade för Groningen i Eredivisie den 16 januari 2015 i en 2–0-förlust borta mot Ajax.

### Brøndby IF
Den 21 juli 2017 presenterades Tibbling som ny spelare i Brøndby IF med tröjnummer 12.
Simons första mål i Brøndby IF var i derbyt mot FC Köpenhamn 6 augusti 2017, på hemmaplan. Simon byttes in mot Basar Halimi i 88:e matchminuten. Matchen förlängdes med 4 minuter och i 1:a minuten in på förlängningen (91:a minuten) gjorde Simon sitt första mål i Brøndby IF. I samband med målet fick även Tibbling i 92:a minuten gult kort. Matchen slutade 1-0 till Brøndby efter att ha avbrutits i 18 minuter, på grund av ett bråk mellan FC Köpenhamns fans och ordningsvakterna/polisen direkt efter Tibblings mål, och sedan spelats klart.

### Emmen
Den 27 juli 2020 värvades Tibbling av nederländska Emmen, där han skrev på ett tvåårskontrakt med option på ytterligare ett år. Tibbling spelade totalt 17 matcher under sin tid i Emmen.

### Randers
I maj 2021 värvades av Randers, där han skrev på ett fyraårskontrakt.

### Sarpsborg 08 FF
Sedan 1 augusti 2022 spelar Simon Tibbling för Sarpsborg 08 FF i Norge.

## Landslagskarriär
Den 30 juni 2015 vann Tibbling U21-EM-guld.